# Jan Miel

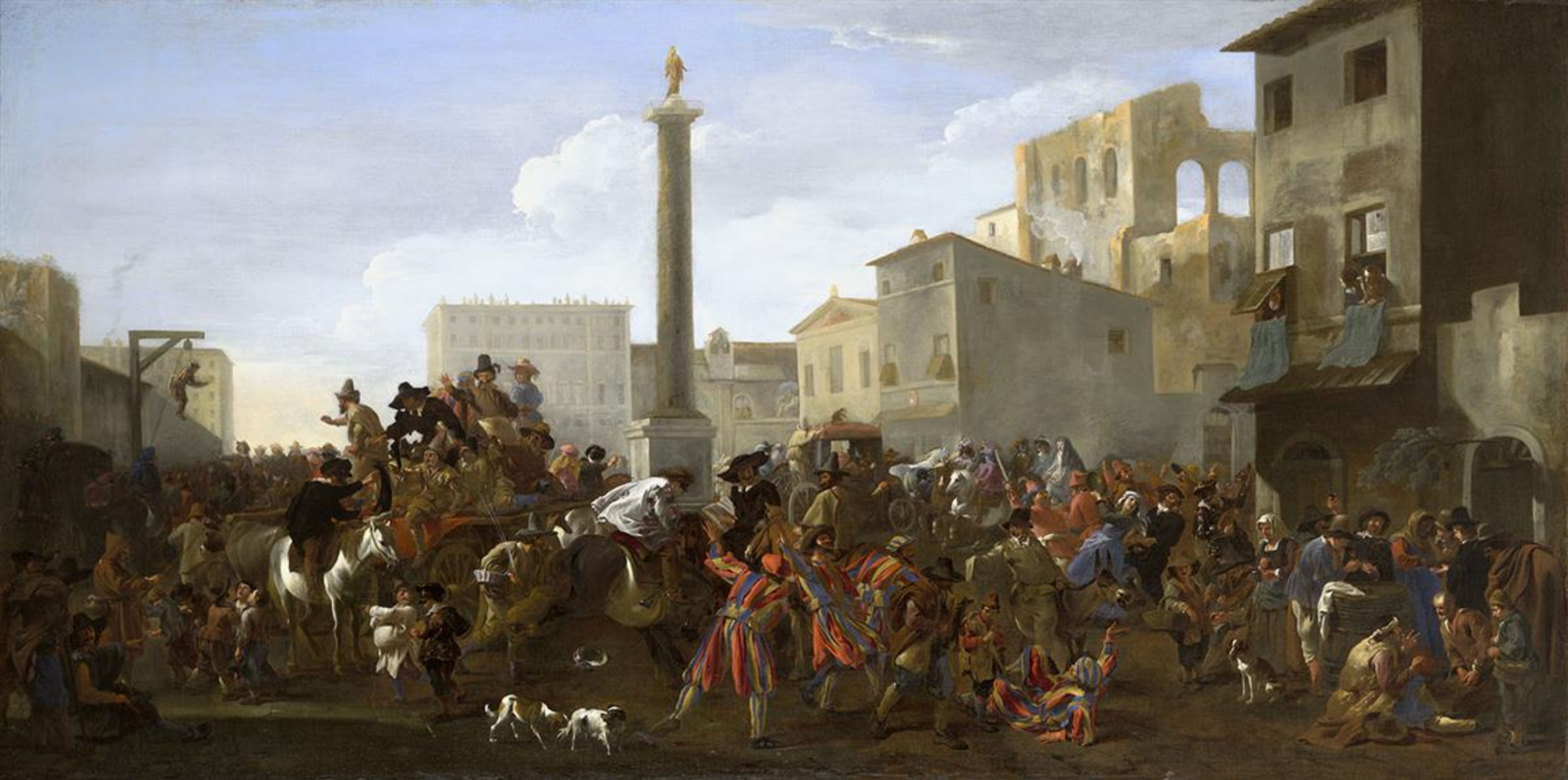
Carnaval op de Piazza Colonna, Rome, 1645

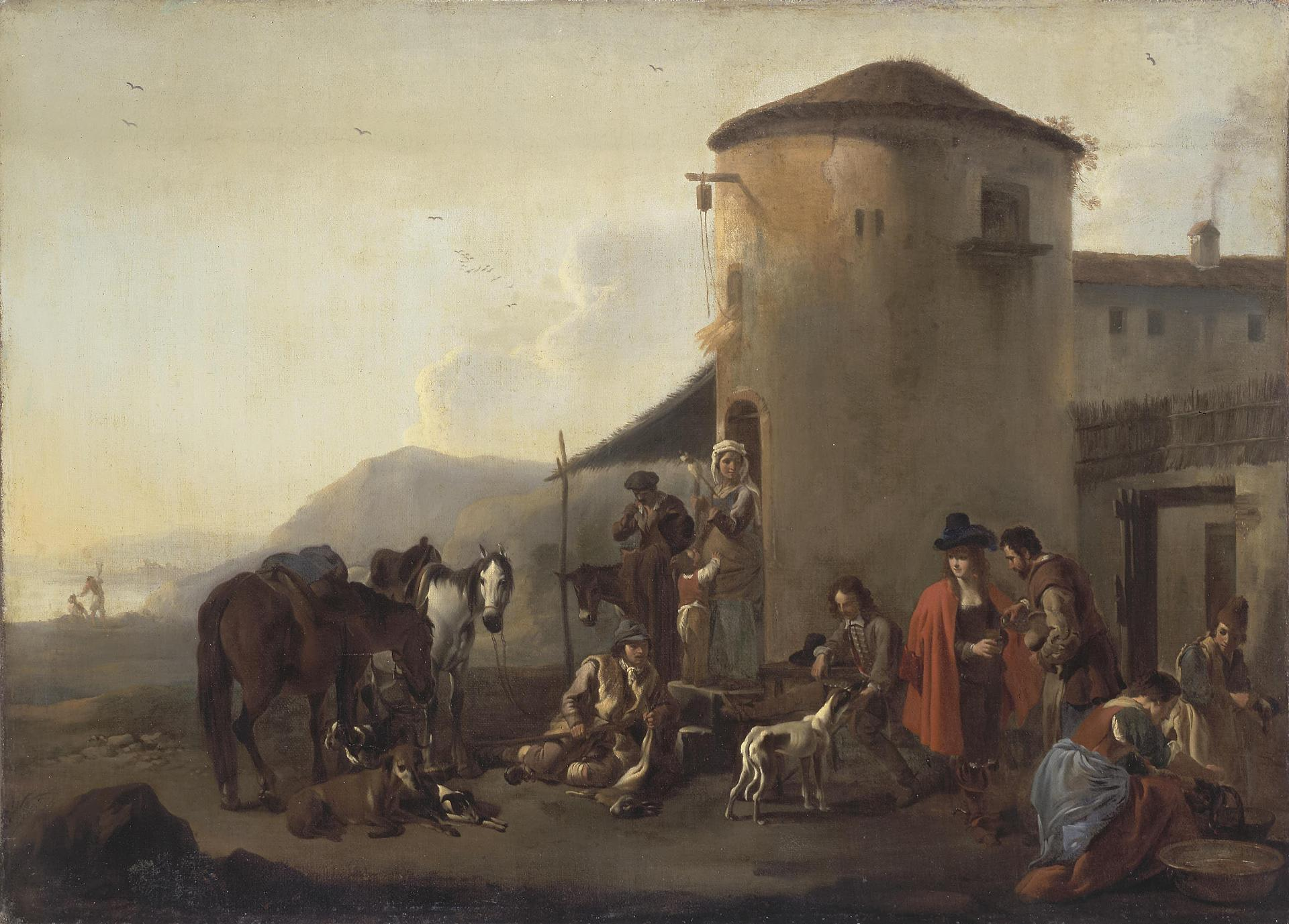
Rustende jagers, 1645

Jan Miel (naamvarianten: Jan Miele, Jan Bicke, Jan Bike, Cavaliere Giovanni Miele, Cavaliere Giovanni Milo, Cavaliere Giovanni della Vita, Petit Jean; bijnamen: Bieco en Honingh-bie) (Beveren-Waas, 1599 – Turijn, 1663) was een Vlaamse kunstschilder en graveur uit de barokperiode.

## Levensloop
Hij werd vermoedelijk geboren in Beveren-Waas, maar Antwerpen en 's-Hertogenbosch worden ook als mogelijke geboorteplaatsen voorgesteld. Er is geen informatie over zijn opleiding maar men neemt aan dat deze in Antwerpen plaatsvond. Zijn werkzaamheid in Rome in de periode van 1636 tot 1658 is gedocumenteerd, maar het is mogelijk dat hij er al vanaf 1633 was. Hier werd hij lid van de Bentvueghels, een vereniging van voornamelijk Nederlandse en Vlaamse kunstenaars werkzaam in Rome. In dit ongedwongen en drinkgrage genootschap bestond de gewoonte elkaar te voorzien van een aansprekende bijnaam, de zogenaamde 'bentnaam'. Voor Miel zijn twee verschillende bentnamen gedocumenteerd: zowel Bieco (loens of scheel) als Honingh-Bie. Honingh-Bie verwijst naar zijn achternaam: miel in het Frans en miele in het Italiaans betekenen honing.
Hij sloot zich in Rome aan bij de kring van genreschilders die onder de invloed stonden van Pieter van Laer en de Bamboccianti genoemd worden. De Bamboccianti waren voornamelijk Nederlandse en Vlaamse kunstenaars werkzaam in Rome die meestal kleine kabinetstukken of prenten van het alledaagse leven van de lagere klassen in Rome en het omringende platteland produceerden. Jan Miel was een vitale kracht in de ontwikkeling van deze nieuwe traditie in Rome.
In 1648 werd Miel de eerste noordelijke kunstenaar die werd toegelaten tot de Accademia di San Luca. Een verblijf in Noord-Italië omstreeks 1654 wordt vermeld. Hij was van 1658 tot zijn dood in Turijn waar hij werd aangesteld tot hofschilder van Karel Emanuel II, de hertog van Savoye.

## Werken
Miels eerste gedateerde schilderijen zijn werken die al de invloed van van Laer en Bamboccianti vertonen, namelijk de Bocci spelers en de Schoenmaker, beide uitgevoerd in 1633. Hij maakte in de jaren 1630 ook bewerkingen en kopieën van schilderijen van Pieter van Laer.
Tijdens de jaren 1640 en de jaren 1650 begon Miel, net als Michelangelo Cerquozzi, het bereik van bambocciate composities uit te breiden door minder aandacht te besteden aan het omringende landschap en in plaats daarvan de nadruk te leggen op de anekdotische aspecten van het stads- en landsleven. Deze werken werden herhaaldelijk als model gebruikt door de Bamboccianti in de tweede helft van de eeuw en door de genreschilders werkzaam in Rome tijdens het begin van de 18e eeuw.
De meest originele bijdrage van Miel aan de genreschilderkunst zijn de carnavalscènes.
Rond 1650 begon hij minder bambocciate te schilderen en zich te concentreren op religieuze schilderijen op groot format voor Romeinse kerken. Daarnaast schilderde Miel ook kleine doeken met religieuze onderwerpen voor particuliere opdrachtgevers. Hij werkte ook samen met andere kunstenaars. Hij schilderde de stoffage voor de veduta (stadsgezichten of andere vergezichten) van Viviano Codazzi en Alessandro Salucci en de landschappen van Gaspard Angeluccio en Dughet Angeluccio. Hij werkte samen met Andrea Sacchi aan het schilderij Urbanus VIII bezoekt de Il Gesù (Galleria Barberini, Rome, 1641).
Oude veilingcatalogi vermeldden dat Miel landschappen van Claude Lorrain, tijdens diens verblijf in Rome, zou gestoffeerd hebben, maar de menselijke figuren in Lorrains werken kunnen nergens aan Miel worden toegeschreven.
Nadat hij zich in Turijn vestigde in 1658 versierde hij het koninklijke jachthuis in Venaria met grootschalige jachttaferelen (waarvan gedeelten nu verloren zijn). Hij schilderde steeds meer historiestukken die een intensifiëring laten zien van de classicistische neiging al aanwezig in de religieuze schilderijen van de jaren 1650. Miel begon toen ook de werken van Rafaël en Carracci te bestuderen en kopiëren, net zoals hij aan het begin van zijn carrière de werken van Pieter van Laer had gekopieerd.
Miel was ook een kundig graveur. Hij ontwierp de frontispice voor La povertà contenta (Rome, 1650) van Daniello Bartoli en de illustraties voor De bello belgico (Rome, 1647) van Famiano Strada.